# Biel (distrikt)
Biel var fram till 31 december 2009 ett amtsbezirk i kantonen Bern, Schweiz. Biel var indelat i två kommuner:
- Biel
- Evilard

Förvaltningsreformen 2010 avskaffade amtsbezirken och skapade större enheter. Biel blev då centralort i det nya förvaltningsdistriktet Biel.